# اداموا، بخش زورامین
اداموا، بخش زورامین (به لاتین: Adamowo, Żuromin County) در لهستان است که در Gmina Bieżuń واقع شده‌است.